# Banco Español de Puerto Rico
El Banco Español de Puerto Rico fue una entidad financiera privada de crédito, descuento y emisión de moneda, fundada en San Juan, Puerto Rico, en 1888, con un capital de 1,5 millones de pesos. El Banco llegó a gestionar más de la mitad de los recursos financieros de la isla, actuando como banco del gobierno español. Aunque era un banco privado, el gobierno nombraba al gobernador del mismo y estableció una duración de 25 años para la entidad junto con el permiso de banco emisor de moneda.
Con el cambio de soberanía en Puerto Rico, el 6 de junio de 1900 se autorizó al Banco para cambiar el nombre por el de «Banco de Puerto Rico» y le fue respetada la concesión otorgada por España para la emisión de moneda pero incluyendo el nombre en inglés «Bank of Porto Rico». El Banco funcionó con éxito durante 25 años y al término de su franquicia esta no pudo ser renovada al ser un banco de origen extranjero. Los mismos accionistas en 1913 fundaron el «Banco Comercial de Puerto Rico» quien se hizo cargo de todos sus negocios y se inició la redención y retirada de la circulación de todos los billetes emitidos. En 1930 el «Banco Popular» completo la primera fusión bancaria tras la adquisición de los activos del «Banco Comercial de Puerto Rico».

## Historia

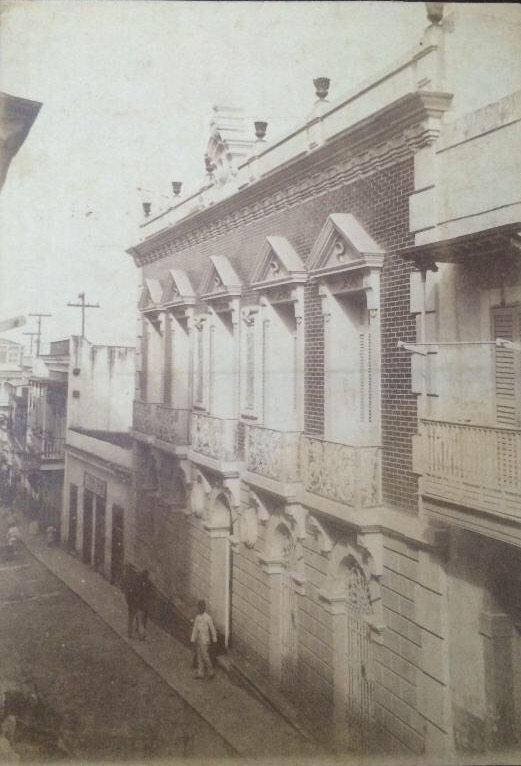
Fachada del Banco Español de Puerto Rico en la calle Tetuán 152 de San Juan (c.1890)

La formación del sistema financiero puertorriqueño empezó en San Juan en 1877, con la «Sociedad Anónima del Crédito Mercantil» creada por un grupo de comerciantes y hacendados de San Juan siendo el promotor principal José Ramón Fernández, marqués de la Esperanza. Después vinieron cuatro más: el «Banco Español de Puerto Rico», el «Banco Territorial y Agrícola», el «Banco Popular» y el «Banco de Crédito y Ahorro Ponceño». A estos hay que añadir seis cajas de ahorro, la primera establecida en San Juan en 1865, a la que siguieron las de Mayagüez y Ponce en la década de 1870, y las de San Germán y Humacao en 1882.
El Banco Español de Puerto Rico inició su actividad el 1 de febrero de 1890, con una pequeña organización liderada por Fernando Fragoso Lugo y José Manuel López y Sainz, como gobernador y subgobernador del banco, junto con Carlos María Soler y Martorell, como secretario letrado, quien desempeñaría un papel esencial en el traspaso de la soberanía en el bienio 1898-1899. En el primer Consejo de Gobierno existían nueve consejeros-propietarios: Juan Rubert y Catalá, Eulogio Rivera y Rivera, Enrique Vijande y Loredo, Pedro Arsuaga y Berza, Pablo Ubarri y Capetillo, Pedro Santisteban y Chavarri, Joaquín Peña y Cáriga, José Caldas y Caldas y Manuel Vicente y Rodríguez; y cuatro suplentes: Manuel C. Román y Rivera, Ángel Vasconi y Vasconi, Juan Pizá y Más y Secundino Melón y Piedra. El número de accionistas ascendía a 344, de los cuales la mayoría, 183, residían en San Juan y poseían un total de 8.643 títulos.
Además de poder emitir moneda era una entidad de crédito y descuento que podía realizar todo tipo de operaciones bancarias. Pero, aunque se trataba de establecimiento privado, el Estado, a cambio del privilegio se reservó la facultad del nombramiento de su máximo directivo, que sería el representante oficial y también nació con un plazo fijo de caducidad de 25 años.
En sus inicios tuvo que gestionar la dificultad que suponía la dualidad monetaria en la isla, al existir en circulación: la “moneda corriente” (mexicana) y la “moneda nacional” (española u oficial). Al ser de uso habitual el peso mexicano, el banco pensó que tendría dificultades al solo poder emitir moneda española aunque en su primer quinquenio de existencia la entidad logró despegar y obtener buenos resultados. El activo total registró un aumento notable durante los dos primeros años, para ralentizarse después a causa de la crisis económica y monetaria en los Estados Unidos de la que Puerto Rico también se vio afectada. En moneda corriente el activo pasó de 1,1 millones de pesos en 1890, a 3,0 millones en 1892 y a 3,3 millones en 1894.